# Gliese 876 d
Juni 2005 tillkännagav det amerikanska National Science Foundation upptäckten av den dittills mest jordliknande exoplaneten. Gliese 876 d kretsar kring den röda dvärgen Gliese 876 i stjärnbilden Vattumannen. 
Upptäckarna uppskattade massan till minst 5,9 jordmassor med en omloppstid på 1,94 dygn och ett avstånd av 0,021 AU, ungefär tio gånger månens avstånd till jorden.
Det är möjligt att Gliese 876 d är jordlik (eftersom den låga massan försvårar kvarhållningen av gas som hos Jupiter), en väldigt liten Neptunus-liknande gasjätte eller ett mellanting, med en väldigt tät atmosfär (möjligen bestående av koldioxid). Den relativt lilla omloppsbanan tar den så nära stjärnan Gliese 876 att yttemperaturen är väldigt hög, kanske 200-400 °C; en miljö som är ogästvänlig för jordliknande kolbaserade livsformer.